# 邦贾加拉悬崖
邦贾加拉悬崖（法語：Falaise de Bandiagara）是马里邦賈加拉多贡人地区的一个悬崖，主要成分是砂岩，从地面向上大约500米高，长约150千米。悬崖地区目前主要是多贡人的居住区，此前特勒姆人和托洛伊人也在此居住过。邦贾加拉悬崖于1989年列入联合国教科文组织世界遗产名录。

## 现况
今天，当地导游可引领游客前往悬崖旅游，参观多贡人村庄。一下小路通向悬崖，沿途村庄均有招待所提供食物和住宿。当地人从经营招待所和收取导游税的方式得到收入。一条新的公路正在建设中另据报道，由于警方看管欠缺，散落在当地的古代人工制品偷盗情况时有发生。

## 登录基准
该世界遗产被认为满足世界遺產登錄基準中的以下基準而予以登錄：
- （v）代表某一个或数个文化的人类传统聚落或土地使用，提供出色的典范－特别是因为难以抗拒的历史潮流而处于消灭危机的场合。
- （vii）包含出色的自然美景与美学重要性的自然现象或地区。